# Franz Duhne
Francis Johann Wilhelm Duhne, detto Franz (Barmbek, 2 luglio 1880 – Milwaukee, 12 dicembre 1945), è stato un siepista tedesco.
Partecipò alle competizioni di atletica leggera dei Giochi della II Olimpiade che si svolsero a Parigi nel 1900. Prese parte ai 2500 metri siepi e ai 4000 metri siepi, concludendo entrambe le gare al sesto posto.